# (35536) 1998 FG78
1998 FG78 (asteroide 35536) é um asteroide da cintura principal. Possui uma excentricidade de 0.23764250 e uma inclinação de 4.82847º.
Este asteroide foi descoberto no dia 24 de março de 1998 por LINEAR em Socorro.